# 恋は雨上がりのように
『恋は雨上がりのように』（こいはあめあがりのように）は、眉月じゅんによる日本の漫画。『月刊!スピリッツ』（小学館）にて2014年8月号から2016年1月号まで連載、その後は『ビッグコミックスピリッツ』（同）に移籍し、2016年8号から2018年16号まで隔週連載。略称は「恋雨」。
とある海辺の街を舞台に、遥か年上の男性に想いを寄せる女子高生の恋模様を叙情的に描いた恋愛漫画である。2015年度コミックナタリー大賞・第2位。2018年1月22日、第63回「小学館漫画賞」（一般向け部門）受賞。
2018年1月よりテレビアニメが放送され。また、同年5月には実写映画が公開された。

## ストーリー
感情表現が不器用で一見クールな17歳の女子高生・橘あきら。彼女はアルバイト先のファミレス『cafeレストラン ガーデン』の店長である45歳の近藤正己に密かに想いを寄せている。自他共に認める“冴えない男”の近藤だが、あきらはそんな彼の魅力を「自分だけのもの」として、胸に秘めた恋心を募らせていた。そんなある日、アルバイト中に起こったとある出来事をきっかけに、あきらの秘めたる恋心は大きく動き出していく。

## 登場人物
声はテレビアニメの声優、演は実写映画のキャストを示す。

### 主要人物
橘 あきら（たちばな あきら）
声 - 渡部紗弓 / 演 - 小松菜奈、田中里念（幼少）
風見沢（かざみざわ）高校に通う、17歳の女子高校生。クラスは2年D組。黒髪のロングヘアーに整った顔立ち、長身でスレンダーな体躯をした少女。放課後はファミレス『cafeレストラン ガーデン元住吉店』でウェイトレスのアルバイトをしている。自宅は横浜にある6階建てマンションの502号室で、神聖かまってちゃんの曲をよく聞いている。
たまに笑顔も見せるが、普段は感情表現に乏しく寡黙。あきら自身はそのつもりはなくても周囲から見ればしばしば「怒っている」もしくは「睨んでいる」と誤解されるほどであり、陸上部の後輩たちもあきらが接客業のバイトをしていることを知って意外だと驚いていた。また、興味のない相手（特に異性）にも素っ気ない態度をとるが、根は優しく面倒見のよい性格をしており、後輩たちからも慕われている。
高校では陸上部に所属し短距離走のエースとして活躍していたが、（翔太曰く）1年生の秋に練習中に右足アキレス腱に大怪我を負い、競技を続けられなくなったことにより部活には顔を出さなくなる。失意の中、術後の経過観察をしてもらっている接骨院の帰りに、たまたま雨宿りで立ち入った『ガーデン元住吉店』で店長・近藤との小さなやり取りが彼女の心を大いに励ますこととなり、以来彼に密かな恋心を抱くようになる。その後、アルバイトとして同店に入り、近藤への想いを一途に募らせていたが、近藤がバツイチであることを知ったことでその恋心を抑え切れなくなり、近藤と二人きりになった際に思わず彼に気持ちを打ち明けてしまう。1度目は上手く伝わらなかったものの、雨の中傘も差さずズブ濡れになりながらも意を決した2度目の告白で近藤に真摯な想いを伝える。
告白後、近藤と二人きりの時には積極的にアプローチをかけるようになるが、年齢差からくるジェネレーションギャップで近藤が及び腰なこともあり、なかなか思うように距離を縮められないでいる。
近藤 正己（こんどう まさみ）
声 - 平田広明 / 演 - 大泉洋
『ガーデン』で店長を務める45歳の男性。2階建てアパート「コーポ白樺」の203号室に一人暮らしをしている。バツイチで、別れた妻との間に息子が1人いる。仕事の合間にタバコをふかす愛煙家。
読書が好きで、芥川龍之介などの純文学を特に好む。小説家を志望していた時期があり、学生時代にはサークル仲間と文芸系同人誌を刊行したり、40代となった今でも夢を捨てきれず密かに執筆を続けている。
仕事では客からのクレームに頭を下げる毎日で、ストレスから後頭部には10円ハゲが出来ている。また、日頃から頭に寝ぐせが付いていたり、制服のズボンのチャックをうっかり閉め忘れていたり、人前で大きなクシャミをして鼻をかんだり、ダサい私服姿で時にボーっとしていることもあるなど、その様相や仕草は典型的な“冴えないオジサン”である。誠実で人当たりが良くお人好しな性格だが、それゆえに部下からは少々頼りなく思われているフシもある。
あきらの好意には当初まったく気が付いておらず（むしろ、嫌われているとさえ思っていた）、最初に告白された際も「人間的に好かれている」と解釈するが、後日、雨の降りしきる中ずぶ濡れで現れたあきらに真っすぐな気持ちをぶつけられ、彼女の本当の想いを知ることとなる。だが、もう若くはない自分へのいたたまれなさや周囲の目、そして自身が傷つきたくないという思いもあり、あきらとの恋には踏み出せないでいる。

### ガーデンの店員
加瀬 亮介（かせ りょうすけ）
声 - 前野智昭 / 演 - 磯村勇斗
『ガーデン』でキッチンを担当している男性アルバイト。大学生でイケメン風の顔立ち。やや斜に構えたところがあり、内心では近藤や同僚のことを見下していた。彼女の友達にも手を出すなど女癖が悪く、やがてあきらにも目を付けはじめる。
ひょんなことからあきらの秘めたる恋心を知って、口外しないことと引き換えに彼女にデートを要求する。あきらには「君と店長はうまくいかない」などと言い放つが、その一方で、近藤との距離感に悩む彼女をそれとなくフォローすることもある。また、近藤についてもPC関係のアドバイスをしたり、近藤が早大出身であることを知って吉澤には良い大学に行くだけではダメだと諭すなど、実のところ根は悪くはない。
家族に血の繋がっていない姉・珠子がおり、密かに彼女に恋慕の情を抱いているためか内心の感情は複雑で、姉関係で機嫌を悪くした際、大晦日の閉店後に行われた忘年会兼ユイの送別会で彼女へ辛辣な言葉を投げつけたため、あきらにグーパンで殴られる結果となった。
吉澤 タカシ（よしざわ タカシ）
声 - 池田純矢 / 演 - 葉山奨之
あきらのクラスメイトの男子。ルックスはそれなりで、純朴で明るい性格と単純思考の持ち主。あきらに好意を持っているが、彼女からは非常につれない態度をとられている。それにもめげず、あきらの後を追うようにして『ガーデン』にキッチン担当としてアルバイト入社するも、焦げたサンドイッチを作るなど、料理のセンスはない。祖父母は惣菜店を経営している。
ある時、前髪を切る必要に迫られて、ユイに切ってもらったところ珍妙な髪型にされてしまうが、それを気に入っている様子で、その後もたびたび彼女に調髪を頼んでいる。後にユイから告白されるが、あきらへの想いもあり、それを断っている。
本編では、彼が主役となる回も存在している。
西田 ユイ（にしだ ユイ）
声 - 福原遥 / 演 - 松本穂香
あきらの『ガーデン』でのアルバイト仲間でウェイトレス。あきらとは違う学校に通う女子高生で、性格は明るく朗らかでおしゃべり好き。仕事中に怪我をしたあきらを終始心配するなど、友達思いでもある。恋愛に関しては、女子高生らしい等身大の価値観を持っている。近藤のことは嫌っている訳ではないが、彼の「親父臭」を苦手としている。
マイという美容師の姉がいる。姉を将来の目標にしているものの、自分のカットの手並みは散々なものであり、前髪をパッツンにされてしまったあきらを含め、彼女の“被害者”は数人いる模様（どうしても収拾が付かなくなった時は、姉に助けてもらっている）。吉澤が自分の調髪を喜んでくれたことを機に少しずつ彼のことを意識するようになり、後に覚悟を決めて吉澤へ告白するものの、結局振られてしまう。その後はあきらのメールにも全く返信しないほど落ち込んでいたが、姉から活を入れられて立ち直る。しかし、バイトが禁止なのに働いていることを学校に知られてしまい、『ガーデン』を辞めることになる。
久保 佳代子（くぼ かよこ）
声 - かないみか / 演 - 濱田マリ
『ガーデン』で働くウェイトレスの女性。口が悪く気の強い性格をしており、近藤は彼女にあまり頭が上がらない様子。近藤のことは情けなく頼りない上司だと思っており、あきらにもよく彼の愚痴をこぼしている。その反面、近藤の息子である勇斗には優しく接している。ユイの送別会では彼女が辞めることを寂しがっていた。
大塚（おおつか）
声 - 矢部雅史 / 演 - 篠原篤
『ガーデン』でキッチンを担当している男性社員。強面でガタイが良く、ユイからは「岩みたい」と言われている。吉澤とは打ち解けており、給料を全部スロットですったという話を開けっぴろげにしていた。
宮野（みやの）
『ガーデン』で働く男性スタッフ。作中では一度も登場したことはないが、ユイの発言からその存在は確認できる。

### 風見沢高校関係者
喜屋武 はるか（きゃん はるか）
声 - 宮島えみ / 演 - 清野菜名
あきらとは幼馴染で、同学年の親友。褐色の肌にソバカス顔、ショートカットの女子。胸が大きい。陸上部に所属しており、長距離走の選手。大怪我をする前のあきらとは中学時代から共に部活に打ち込んできたが、中学2年生の途中で引っ越してしまい、それから卒業までは別の学校に通った。
あきらとの友情を大切にしていたが、彼女が陸上を辞めたことで微妙なすれ違いが生じ始め、偶然にもあきらの近藤への思慕を知ってしまったことをきっかけに抱いていた不満と不信感が一気に爆発。近藤を「女子校生を口説こうとしている中年親父」と誤解し、あきらの怒りを買い口論になり、その後は一時気まずい関係になる。
後にあきらとは和解し、『ガーデン』でアルバイト中のあきらに陸上部に戻り競技を続けるよう諭す。また近藤に対しても、その人となりを知って「悪い人ではないっぽい」との印象を抱く。あきらが『ガーデン』で働いていることを知った陸上部の後輩たちがあきらに会いに『ガーデン』へ行ったことを知った際は、あきらの迷惑になるからと二度と店には行かないようにと睨みながら釘を刺した。自身も『ガーデン』には一切近づいていない。
石井（いしい）
声 - 本多真梨子 / 演 - 桃果
あきらの後輩女子。陸上部に所属。大会出場前には挨拶に来るなど、あきらのことを慕っている。
山本（やまもと）
声 - 村井雄治
3年の男子生徒。サッカー部に所属しキャプテンを務める。学内はおろか他校にもファンが存在するほどのイケメン。はるかのことが気になっている様子。
ゆう、えん、みい
声 - 小澤亜李（ゆう）、小堀幸（えん）、春野杏（みい）
あきらのクラスメイトの女子3人組。学校内では一緒に過ごすことが多い。
楠（くすのき）
老齢の現国教師。あきらが挙げる好きな人の特徴から、クラスメイト達が連想する。

### 家族関係者
丘嶋 勇斗（おかじま ゆうと）
声 - 竹内順子 / 演 - 懸田怜央
近藤の息子で小学4年生。子供らしく活発な性格。離婚した母方に引き取られているが、父のことも慕い頻繁に面会している。たまに近藤と一緒に『ガーデン』にやって来ることもあり、その際は従業員たちからも優しく面倒を見られている。初対面のあきらに当初は怖い印象を持つが、リコーダーを教えてもらったことを機に打ち解け仲良くなる。後にかけっこを速く走れるよう、あきらの休憩時間中にその走りを見てもらいアドバイスしてもらっている。
父に会う口実を作るため「つぶ」と名付けたジャンガリアンハムスターを譲り受けて、父の家で飼いはじめる（ただし、世話は父に押し付けている）。
丘嶋 みどり（おかじま みどり）
勇斗の母親で、近藤の元妻。陽気な女性で、電車内でたまたま隣に座ったあきらに「おせっかい」と称しながら編み物の手ほどきをした。勇斗が事故を起こした際は、息子に不注意さを叱責してぶつかった相手の女子高生を心配するなど、しっかりした性格をしている。その時に会った近藤とも普通に会話しているため、離婚後も関係は悪くはない模様。
橘 ともよ（たちばな ともよ）
声 - 茂呂田かおる / 演 - 吉田羊
あきらの母親。あきらと同居している。名前は原作では不明だが、実写映画版では「橘ともよ」と名が付いている。
三笠 正志（みかさ まさし）
あきらの父親。妻と娘とは離別・別居をしているものの、あきらとの父娘仲はこじれておらず、しばしば時間を作って会っている。タバコは吸わない主義。
ともえ
あきらの叔母。34歳。派手な見た目の美人であるが、独身。性格は明るくマイペースで、久々に会った姉と姪をいきなり温泉旅行に連れ出した。あきらからは「ともえちゃん」と呼ばれている。ちひろの小説にハマりだした。
喜屋武 翔太（きやん しょうた）
声 - 沢城千春、古川由利奈（幼少）
はるかの2歳年下の弟で、中学3年生。姉に似ず色白で、普段から眼鏡をかけている。快活な性格のちゃっかり者で、姉との仲は良い方だが、はるかのことを「お前」と呼んだり名前で呼び捨てにしたりしている。あきらのことも彼女を「あきらちゃん」と呼ぶなど、仲が良い。倉田みずきが通う南高の中等部に所属しており、昼休み中に彼女からあきらについて詰問された。
下にはさらに、風（ふう）と空（くう）という名の、褐色の肌をした双子の妹たちがいる。
加瀬 珠子（かせ たまこ）
亮介の姉。弟とは血の繋がりはないが、家族として大切に思い接している。明るく社交的な性格であるが、ドジでおっちょこちょいなところが多々ある。彼氏に振られるたびに亮介の家に転がり飲んだくれる。

### 作家・小説家
九条 ちひろ（くじょう ちひろ）
声 - 宮本充 / 演 - 戸次重幸
売れっ子の小説家。近藤の早稲田大学在学中時代の旧友で、長髪で眼鏡の男性。高層マンションの1208号室に暮らしている。近藤とは暫く会っていなかったが、近藤が10年ぶりに連絡を入れたことで久々に顔を合わせてからは、たまに会いに来ては昔話に花を咲かせる。近藤の何気ない言葉が自身の考え方に変化をもたらすこともある。小説家としてはそこそこ有名で、テレビにも出るほどだが、近藤の周囲の人々は二人が友人だとは知らないでいる。後にちひろが『ガーデン』を訪れた時に彼らの関係が知れ渡った。
近藤を悩ます「橘あきら」の正体が17歳の女子高生だと知って驚愕。また、謝恩会で出会った新人作家の町田すいも17歳だと聞いて、その若さに頭を悩ましている。
映画で演ずる戸次重幸も近藤役の大泉洋とは、共にTEAM NACSに所属する、役柄同様に大学在学中からの旧友である。
町田 すい（まちだ すい）
弱冠17歳でデビューした新人男性作家。書いた本はベストセラーとなる。「すい」はペンネームであり、本名は町田翠（あきら）。ペンネームの由来は翠の音読みから。礼儀が正しく大人びた性格で、九条ちひろを尊敬しており、彼の本は全て読破しているほど。ちひろとレストランで食事をした際、将来や年齢についての自分の考えを述べ、ちひろから気に入られる。
鱈小路（たらのこうじ）
文芸界の重鎮らしき小柄な老人。集学館文芸局の謝恩会で久しぶりに会ったちひろの尻を触って彼を驚かせ、少しは女遊びをするべきだと話す。ちひろからは苦手な人物とされている。

### その他の人物
諸星（もろぼし）
声 - 岩瀬周平
あきらのかかりつけの整骨院の医師。笑顔がさわやかなイケメン。あきらの怪我の治り具合を定期的に診察し、彼女の様子が（近藤への恋心から）昔と変わってきていることを、看護師の高山と共に推察する。後にあきらに対し、また走れるようになるためにリハビリをするなら1日でも早い方が良いと告げる。
倉田 みずき（くらた みずき）
演 - 山本舞香
南高（なんこう）に通う、1年の女子高生。高校では陸上部に所属し、短距離走の選手をしている。新人戦の200メートル走で記録保持者になるなど、その実力は高い。京都から転校してきたので、感情が昂ぶると京都弁が飛び出すことがある。ただ、転校してきた時期については、「中学3年生のとき」と「高校1年生の途中」とで両方が語られており、作中で齟齬がある。
以前、とある競技大会であきらの走りを観て以来、ずっとあきらに憧れを抱き続けていた。しかし、たまたま来店した『ガーデン』でアルバイト中のあきらの姿を目撃したことで、後日わざわざ中等部に出向いて翔太に詰問し、彼女が競技を辞めていることを知る。自身もあきらと同じく過去にアキレス腱断裂の大怪我をしたがそれを乗り越えて競技を続けていることから、強い口調で彼女に陸上競技への復帰を促す。

## 書誌情報
- 眉月じゅん 『恋は雨上がりのように』 小学館〈ビッグコミックス〉、全10巻
  1. 2015年1月14日発行（1月9日発売[13]）、ISBN 978-4-09-186728-5
  2. 2015年4月15日発行（4月10日発売[14]）、ISBN 978-4-09-186868-8
  3. 2015年9月16日発行（9月11日発売[15]）、ISBN 978-4-09-187200-5
  4. 2016年1月17日発行（1月12日発売[16]）、ISBN 978-4-09-187417-7
  5. 2016年6月15日発行（6月10日発売[17]）、ISBN 978-4-09-187629-4
  6. 2016年10月17日発行（10月12日発売[18]）、ISBN 978-4-09-187798-7
  7. 2017年3月15日発行（3月10日発売[19]）、ISBN 978-4-09-189389-5
  8. 2017年7月17日発行（7月12日発売[20]）、ISBN 978-4-09-189546-2
  9. 2017年11月15日発行（11月10日発売[21]）、ISBN 978-4-09-189656-8
  10. 2018年5月2日発行（4月27日発売[22]）、ISBN 978-4-09-189793-0
    - （特製クリアカバー付き特装版）2018年4月25日発売[23]、ISBN 978-4-09-943013-9
- 眉月じゅん 『恋は雨上がりのように 新装版』 集英社〈ヤングジャンプ コミックス〉、既刊5巻（2025年5月19日現在）
  1. 2025年4月17日発売[24][25]、ISBN 978-4-08-893646-8
  2. 2025年4月17日発売[24][26]、ISBN 978-4-08-893647-5
  3. 2025年5月19日発売[27]、ISBN 978-4-08-893654-3
  4. 2025年5月19日発売[28]、ISBN 978-4-08-893655-0
  5. 2025年5月19日発売[29]、ISBN 978-4-08-893656-7

## テレビアニメ
2018年1月から3月まで、フジテレビ「ノイタミナ」枠ほかにて放送された。

### スタッフ
- 原作 - 眉月じゅん（小学館「週刊ビッグコミックスピリッツ」連載）
- 監督 - 渡辺歩[30]
- シリーズ構成・脚本 - 赤尾でこ[5]
- キャラクターデザイン - 柴田由香[5]
- 助監督 - 河野亜矢子
- プロップデザイン - 田中春香
- 美術設定 - 青木薫
- 美術監督 - 吉原俊一郎
- 色彩設計 - 千葉絵美
- 3D監督 - 熊倉ちあき
- 撮影監督 - 後藤春陽
- 編集 - 廣瀨清志
- 音楽プロデューサー - 佐野弘明、舩橋宗寛
- 音楽製作 - フジパシフィックミュージック
- 音響監督 - えびなやすのり
- 音楽 - 吉俣良[5]
- チーフプロデューサー - 高瀬透子、三宅将典
- プロデューサー - 松尾拓、若林豪
- アニメーションプロデューサー - 岡田麻衣子
- アニメーション制作 - WIT STUDIO[30]
- 制作 - アニメ「恋雨」製作委員会（フジテレビジョン、アニプレックス、DMM pictures、電通）

### 主題歌
「ノスタルジックレインフォール」
オープニングテーマ。作詞・作曲・編曲はHoneyWorks、歌はCHiCO with HoneyWorks。
「Ref:rain」
エンディングテーマ。作詞はaimerrhythm、作曲は飛内将大、編曲は玉井健二、飛内将大、歌はAimer。

### 各話リスト
| 話数   | サブタイトル   | 脚本       | 絵コンテ        | 演出                         | 作画監督                                                                             | 総作画監督      | 初放送日       |
| ------ | -------------- | ---------- | --------------- | ---------------------------- | ------------------------------------------------------------------------------------ | --------------- | -------------- |
| 第1話  | 雨音           | 赤尾でこ   | 渡辺歩          | 河野亜矢子                   | 柴田由香 田中春香 門脇聡 荒尾英幸                                                    | 柴田由香        | 2018年 1月12日 |
| 第2話  | 青葉雨         | 赤尾でこ   | 渡辺歩 誌村宏明 | 内田信吾                     | 山本祐子 荒尾英幸 鎌田均 奥田明世                                                    | 髙田晃          | 1月19日        |
| 第3話  | 雨雫           | 赤尾でこ   | 河野亜矢子      | 河野亜矢子                   | 大杉尚広 加藤万由子                                                                  | 大杉尚広        | 1月26日        |
| 第4話  | 漫ろ雨         | 木戸雄一郎 | 安藤良          | 安藤良                       | 木下由衣                                                                             | 髙田晃          | 2月2日         |
| 第5話  | 香雨           | 梅原英司   | 誌村宏明        | 赤松康裕                     | 竹本佳子 都竹隆治 荒尾英幸 小磯由佳                                                  | 髙田晃          | 2月9日         |
| 第6話  | 沙雨           | 木戸雄一郎 | 鏑木ひろ        | 鏑木ひろ                     | 奥田明世                                                                             | 柴田由香        | 2月16日        |
| 第7話  | 迅雨           | 赤尾でこ   | 二村秀樹        | 丸山由太 河野亜矢子 赤松康裕 | 門脇聡 西原恵利香 奥田明世                                                           | 門脇聡          | 2月23日        |
| 第8話  | 静雨           | 梅原英司   | 赤松康裕        | 赤松康裕                     | 加藤万由子 山本祐子 大杉尚広 川妻智美 神谷美也子 奥田明世、さのえり                  | 髙田晃          | 3月2日         |
| 第9話  | 愁雨           | 梅原英司   | 丸山由太        | 丸山由太                     | 荒尾英幸 西原恵利香 竹本佳子 神谷美也子 奥田明世 山本祐子                            | 柴田由香        | 3月9日         |
| 第10話 | 白雨           | 木戸雄一郎 | 内田信吾        | 内田信吾                     | 清水慶太 小磯由佳 荒尾英幸 西原恵利香 加藤万由子 竹本佳子 山本祐子                   | 髙田晃          | 3月16日        |
| 第11話 | 叢雨           | 赤尾でこ   | 古屋勝悟        | 河野亜矢子 赤松康裕          | 奥田明世 西原恵利香 山本祐子 竹本佳子 荒尾英幸 加藤万由子 柴田由香                   | 柴田由香        | 3月23日        |
| 最終話 | つゆのあとさき | 赤尾でこ   | 渡辺歩          | 益山亮司 河野亜矢子          | 加藤万由子 小磯由佳 荒尾英幸 清水慶太 西原恵利香 奥田明世 竹本佳子 長原圭太 山本祐子 | 柴田由香 高田晃 | 3月30日        |

### 放送局
| 放送期間                | 放送時間                     | 放送局             | 対象地域       | 備考     |
| ----------------------- | ---------------------------- | ------------------ | -------------- | -------- |
| 2018年1月12日 - 3月30日 | 金曜 0:55 - 1:25（木曜深夜） | フジテレビ         | 関東広域圏     | 製作参加 |
|                         |                              | 岩手めんこいテレビ | 岩手県         |          |
|                         |                              | さくらんぼテレビ   | 山形県         |          |
|                         | 金曜 1:20 - 1:50（木曜深夜） | 秋田テレビ         | 秋田県         |          |
|                         | 金曜 1:30 - 2:00（木曜深夜） | 長野放送           | 長野県         |          |
|                         | 金曜 1:35 - 2:05（木曜深夜） | テレビ静岡         | 静岡県         |          |
|                         |                              | テレビ愛媛         | 愛媛県         |          |
|                         | 金曜 1:45 - 2:15（木曜深夜） | 新潟総合テレビ     | 新潟県         |          |
|                         |                              | テレビ熊本         | 熊本県         |          |
|                         | 金曜 1:55 - 2:25（木曜深夜） | 福島テレビ         | 福島県         |          |
|                         |                              | 関西テレビ         | 近畿広域圏     |          |
|                         |                              | テレビ新広島       | 広島県         |          |
|                         |                              | テレビ西日本       | 福岡県         |          |
|                         | 金曜 2:00 - 2:30（木曜深夜） | 仙台放送           | 宮城県         |          |
|                         | 金曜 2:05 - 2:35（木曜深夜） | 鹿児島テレビ       | 鹿児島県       |          |
|                         | 金曜 2:10 - 2:40（木曜深夜） | 東海テレビ         | 中京広域圏     |          |
| 2018年1月13日 - 3月31日 | 土曜 0:55 - 1:25（金曜深夜） | サガテレビ         | 佐賀県         |          |
| 2018年2月6日 - 5月1日   | 火曜 1:25 - 1:55（月曜深夜） | 山陰中央テレビ     | 鳥取県・島根県 |          |

インターネットではAmazonプライム・ビデオにて独占配信され、日本では第1話が2018年1月11日0時に、第2話以降がフジテレビの放送開始1時間後に配信。

### BD / DVD
| 巻 | 発売日        | 収録話         | 規格品番      | 規格品番      |
| 巻 | 発売日        | 収録話         | BD            | DVD           |
| -- | ------------- | -------------- | ------------- | ------------- |
| 上 | 2018年4月18日 | 第1話 - 第6話  | ANZX-14151〜3 | ANZB-14151〜3 |
| 下 | 2018年6月27日 | 第7話 - 第12話 | ANZX-14154〜6 | ANZB-14154〜6 |

| フジテレビ ノイタミナ | フジテレビ ノイタミナ | フジテレビ ノイタミナ |
| 前番組                | 番組名                | 次番組                |
| --------------------- | --------------------- | --------------------- |
| いぬやしき            | 恋は雨上がりのように  | ヲタクに恋は難しい    |

## 映画
2018年5月25日公開。永井聡監督、小松菜奈と大泉洋が主演。
映画の公開に先立ち、5月2日から25日にかけて葉山奨之と松本穂香が主演のスピンオフドラマ『恋は雨上がりのように〜ポケットの中の願いごと〜』（全4話）がGYAO!で配信された。

### スタッフ（映画）
- 原作：眉月じゅん『恋は雨上がりのように』（小学館「週刊ビッグコミックスピリッツ」連載）
- 監督：永井聡
- 脚本：坂口理子
- 音楽：伊藤ゴロー
- 参加アーティスト：の子 / mono（神聖かまってちゃん）、柴田隆浩（忘れらんねえよ）、澤部渡（スカート）
- 主題歌：鈴木瑛美子×亀田誠治「フロントメモリー」（ワーナーミュージック・ジャパン）
- 劇中使用曲：ポルカドットスティングレイ「テレキャスター・ストライプ」（ユニバーサル シグマ）
- 製作：市川南
- 共同製作：久保雅一、村田嘉邦、弓矢政法、山本浩、中江康人、髙橋誠、細野義朗、吉川英作、田中祐介
- エグゼクティブプロデューサー：山内章弘
- プロデューサー：春名慶、石黒裕亮、唯野友歩
- ラインプロデューサー：熊谷喜一
- プロダクション統括：佐藤毅
- 撮影：市橋織江
- 照明：﨑本拓哉
- 美術：杉本亮
- 録音：豊田真一
- 装飾：安藤千穂
- スタイリスト：櫻井まさえ
- ヘアメイク：荒木美穂、波多野早苗
- 編集：二宮卓
- VFXスーパーバイザー：神田剛志
- スクリプター：田村寿美
- 助監督：藤江儀全
- 製作担当：若林重武
- キャスティング：田端利江
- 音楽プロデューサー：北原京子
- 配給：東宝
- 協力：日本体育大学陸上競技部
- 製作プロダクション：東宝映画、AOI Pro.
- 製作：映画「恋は雨上がりのように」製作委員会（東宝、小学館、博報堂DYミュージック&ピクチャーズ、ジェイアール東日本企画、博報堂、AOI Pro.、KDDI、S・D・P、日本出版販売、GYAO）